# Кушнанур
 Кушнанур  — деревня в Моркинском районе Республики Марий Эл. Входит в состав Семисолинского сельского поселения.

## География
Находится в юго-восточной части республики Марий Эл на расстоянии приблизительно 16 км по прямой на север от районного центра посёлка Морки.

## История
Основана в 1924 году как выселок жителями деревни Малая Кушня (Нижняя). В 1925 году здесь находилось 19 хозяйств, в 1932 году 95 жителей, большинство мари. В 1959 году в деревне было 92 жителя и 22 дома, в 1989 42 и 14 соответственно. Сельповский магазин закрыт в 1996 году. В 2004 году осталось 4 двора. В советское время работали колхозы «Кушнанур» и им. Кирова.

## Население
Население составляло 18 человека (мари 100 %) в 2002 году, 11 в 2010.